# Престон, Ричард, граф Десмонд
Сэр Ричард Престон (умер 28 октября 1628) — 1-й лорд Дингуолл (1609—1628), 1-й граф Десмонд (1619—1628), фаворит короля Шотландии, Англии и Ирландии Якова I Стюарта.

## Биография
Ричард Престон был фаворитом короля Шотландии, Англии и Ирландии Якова I Стюарта. 8 июня 1609 года он получил от монарха титул лорда Дингуолла (графство Росс, Пэрство Шотландии). 24 июля 1619 года Яков I Стюарт пожаловал ему титул графа Десмонда (провинция Манстер, Пэрство Ирландии). Он также получил титулы виконта Каллена и барона Данмора в Ирландии.
Осенью 1614 года Ричард Престон женился на леди Элизабет Батлер (ок. 1585 — 10 октября 1628), единственной дочери Томаса Батлера (ок. 1531—1614), 10-го графа Ормонда (1546—1614), и Элизабет Шеффилд (ум. 1600). Первым браком Элизабет Батлер была замужем с 1603 года за своим двоюродным братом, Теобальдом Батлером, 1-м виконтом Батлером из Туллеофелима (ум. 1613). У Ричарда и Элизабет была одна дочь:
- Элизабет Престон, баронесса Дингуолл (25 июля 1615 — 21 июля 1684), жена с сентября 1629 года Джеймса Батлера, 1-го герцога Ормонда (1610—1688).